# Гледстон (Мисури)
Гледстон (енгл. Gladstone) град је у америчкој савезној држави Мисури.

## Демографија
По попису из 2010. године број становника је 25.410, што је 955 (-3,6%) становника мање него 2000. године.
| Група             | 2000.          | 2010.          |
| Белци             | 24.018 (91,1%) | 20.847 (82,0%) |
| Афроамериканци    | 540 (2,0%)     | 1.316 (5,2%)   |
| Азијати           | 332 (1,3%)     | 440 (1,7%)     |
| Хиспаноамериканци | 938 (3,6%)     | 1.848 (7,3%)   |
| Укупно            | 26.365         | 25.410         |